# Owaneco
Owaneco – wieś w Stanach Zjednoczonych, w stanie Illinois, w hrabstwie Christian.